# خريشاء
خريشاء هي أحد مراكز فئة (ب) التي تقع في محافظة الرس، والتابعة إلى منطقة القصيم في السعودية.